# Zell an der Ybbs
Zell an der Ybbs ist ein Stadtteil und als Zell Markt eine Katastralgemeinde der Statutarstadt Waidhofen an der Ybbs in Niederösterreich.

## Geografie
Der Stadtteil befindet sich südöstlich von Waidhofen und schließt an das Gebiet der historischen Altstadt an. Im Westen fließt die Ybbs an Zell vorüber. Die zugehörige Katastralgemeinde ist Zell Markt.

## Geschichte
Urkundlich wurde der Ort 1250/1260 genannt. Der Ort wurde von der Herrschaft Zell in der ersten Hälfte des 13. Jahrhunderts gegründet und 1690 zu einem Markt erhoben. Die Gemeinde wurde 1972 nach Waidhofen an der Ybbs eingemeindet. Laut Adressbuch von Österreich waren im Jahr 1938 in der Marktgemeinde Zell an der Ybbs ein Altwarenhändler, zwei Bäcker, ein Drechsler, zwei Fleischer, ein Fuhrwerker, ein Gärtner, neun Gastwirte, vier Gemischtwarenhändler, zwei Hebammen, zwei Hotels, ein Landesproduktehändler, ein Maler, ein Mechaniker, ein Messerschmied, ein Rauchfangkehrer, eine Rohproduktehändlerin, ein Schlosser, ein Schmied, zwei Schneider und fünf Schneiderinnen, vier Schuster, eine Sparkasse, drei Trafikanten, vier Tischler, zwei Viktualienhandlungen, eine Wäscherei, ein Zuckerbäcker und mehrere Landwirte ansässig.

## Siedlungsentwicklung
Zum Jahreswechsel 1979/1980 befanden sich in der Katastralgemeinde Zell Markt insgesamt 222 Bauflächen mit 38.397 m² und 212 Gärten auf 132.214 m², 1989/1990 waren es 222 Bauflächen. 1999/2000 war die Zahl der Bauflächen auf 850 angewachsen und 2009/2010 waren es 387 Gebäude auf 827 Bauflächen.

## Landwirtschaft
Die Katastralgemeinde ist landwirtschaftlich geprägt. 21 Hektar wurden zum Jahreswechsel 1979/1980 landwirtschaftlich genutzt und 3 Hektar waren forstwirtschaftlich geführte Waldflächen. 1999/2000 wurde auf 11 Hektar Landwirtschaft betrieben und 5 Hektar waren als forstwirtschaftlich genutzte Flächen ausgewiesen. Ende 2018 waren 7 Hektar als landwirtschaftliche Flächen genutzt und Forstwirtschaft wurde auf 4 Hektar betrieben. Die durchschnittliche Bodenklimazahl von Zell Markt beträgt 27,4 (Stand 2010).

## Öffentliche Einrichtungen
In Zell befinden sich ein Kindergarten und eine Volksschule.

## Kultur und Sehenswürdigkeiten
- Schloss Zell an der Ybbs
- Katholische Pfarrkirche Zell an der Ybbs hl. Florian
- Zeller Hochbrücke

## Persönlichkeiten
- Hugo Scherbaum (1872–1947), Hauptschullehrer, Schuldirektor und Abgeordneter zum Landtag von Niederösterreich
- Rudolf Neuzil (1919–1988), Fußballspieler
- Max Lakitsch (1927–2020), Magistratsbeamter, Abgeordneter zum Oberösterreichischen Landtag und Mitglied des Bundesrates